# Tezuka Productions
Tezuka Productions Co., Ltd. (株式会社手塚プロダクション, Kabushiki gaisha Tezuka Purodakushon) est un studio d'animation japonais créé par Osamu Tezuka en 1968. Il est connu pour avoir produit des œuvres notables telles que Merveilleuse Melmo, les séries Astro Boy de 1980 et de 2003 et Black Jack. Le fils de Tezuka, Makoto Tezuka, a pour but de continuer à adapter les mangas de son père et publier ses œuvres posthumes telles que La Légende de la forêt.

## Histoire
En 1961, Osamu Tezuka créé la « Tezuka Osamu Production dōga-bu » (手塚治虫プロダクション動画部) en tant qu'unité de production vidéo et d'animation. Elle est officiellement fondée en société sous le nom de Mushi Production Co., Ltd. l'année suivante. Tezuka est directeur par intérim de la société jusqu'en 1968, date à laquelle il part pour démarrer un autre studio d'animation, Tezuka Productions Co., Ltd., en tant que division dérivée de Mushi Production spécialisée dans la production de mangas et dans la gestion des droits d'auteur.
En 1970, Tezuka déplace le siège de Tezuka Productions aux deuxième et troisième étages d'un café en face de la gare de Fujimidai à Nerima. Le deuxième étage est réservé aux employés de bureaux et aux assistants de production, tandis que le troisième étage constitue le propre espace de travail et bureau de Tezuka. Pendant les premières années, le studio prend le travail d'animation sous-traité de Mushi Production, qui comprenait une variété de courts métrages d'animation et une série télévisée complète, Fushigi na Merumo, diffusée par TBS pour 26 épisodes d'octobre 1971 à mars 1972. Après la mise en faillite de Mushi Production en 1973, Tezuka Productions commence la production d'animation à plein temps avec ses activités de manga et de droit d'auteur et commence à se développer rapidement en tant que studio d'animation. En 1976, Tezuka Productions s'installe à nouveau dans le quartier de Takadanobaba au sein de Shinjuku, en prenant place au Takadanobaba Seven Building (高田馬場のセブンビル, Takadanobaba no Sebun Biru).
De 1980 à 1981, Tezuka Productions produit un remake d'Astro Boy qui dure 52 épisodes sur Nippon TV. Tezuka était insatisfait de la première série Astro Boy produite chez Mushi Production et souhaitait créer un remake pour la série depuis 1974.
En 2007, Tezuka Productions commence un projet pluriannuel pour numériser et colorier toutes ses séries de mangas publiées, comprenant plus de 150 000 pages. Les anciens assistants personnels de Tezuka reproduisent les nuanciers qu'ils utilisaient à l'origine pour les pièces toutes couleurs pendant que Tezuka produit d'autres séries, afin de s'assurer que le nouveau processus de coloration restait fidèle aux couleurs utilisées à l'époque de Tezuka.
En 2008, le fils de Tezuka, Makoto Tezuka, annonce qu'il souhaitait achever La Légende de la forêt, la dernière œuvre inachevée de son père, chez Tezuka Productions. Le film est achevé en 2014, projeté en avant-première au Festival international du film d'animation d'Hiroshima en août 2014, et en Amérique du Nord à la Japan Society à New York le 21 février 2015,.

## Productions

### Films d'animation
| Année | Titre                               | Date de sortie   | Notes |
| ----- | ----------------------------------- | ---------------- | --- |
| 1970  | Okashina tsuitachi                  | 1970             | Projeté au pavillon Seiko lors de l'Exposition universelle de 1970.                                                                                                  |
| 1980  | Phénix, l'oiseau de feu             | 15 mars 1980     | |
| 1984  | Le Saut                             | juin 1984        | Court métrage expérimental. |
| 1985  | Le Film cassé                       | 17 août 1985     | Court métrage expérimental. |
| 1987  | Push                                | 1987             | Court métrage expérimental. |
| 1987  | Muramasa                            | 1987             | Court métrage expérimental. |
| 1988  | La Légende de la forêt (1re partie) | 13 février 1988  | Présenté au Prix Asahi. |
| 1996  | Black Jack: the Movie               | 30 novembre 1996 | |
| 1997  | Léo, roi de la jungle               | 1er août 1997    | |
| 2003  | Boku no Songokū (ja)                | 12 juillet 2003  | |
| 2005  | Black Jack: Futari no kuroi isha    | 17 décembre 2005 | |
| 2005  | Dr. Pinoko no mori no bōken         | 17 décembre 2005 | Court métrage présenté en même temps que Futari no kuroi isha. |
| 2006  | Brian, le chef                      | 24 mars 2006     | |
| 2009  | Astro Boy                           | 10 octobre 2009  | Adaptation américano-japonais en film d'animation en relief réalisé par David Bowers.                                                                                |
| 2012  | Budori, l'étrange voyage            | 7 juillet 2012   | Basé sur la nouvelle écrite par Kenji Miyazawa en 1932. |
| 2014  | La Légende de la forêt (2e partie)  | 21 août 2014     | Présenté au Festival international du film d'animation d'Hiroshima ; second mouvement réalisé par Makoto Tezuka dans le but de compléter l'œuvre de son défunt père. |
| 2020  | Sayonara, Tyrano                    | été 2020         | Basé sur la série d'albums illustrés pour enfants Tyrannosaurus de Tatsuya Miyanishi et réalisé par Kōbun Shizuno.                                                   |

### Séries télévisées
| Année   | Titre                                          | Dates de 1re diffusion | Dates de 1re diffusion | Nb. éps.   | Notes |
| Année   | Titre                                          | Début                  | Fin                    | Nb. éps.   | Notes |
| ------- | ---------------------------------------------- | ---------------------- | ---------------------- | ---------- | --- |
| 1971    | Merveilleuse Melmo                             | 3 octobre 1971         | 26 mars 1972           | 26         | Basée sur le manga éponyme d'Osamu Tezuka. |
| 1980    | Astro, le petit robot                          | 1er octobre 1980       | 23 décembre 1981       | 52         | Deuxième adaptation du manga Astro, le petit robot d'Osamu Tezuka.                                                                            |
| 1989    | Magie bleue                                    | 7 avril 1989           | 16 mars 1990           | 39         | Dernière création d'Osamu Tezuka. |
| 1989    | Le Roi Léo                                     | 12 octobre 1989        | 11 octobre 1990        | 52         | Troisième série basée sur le manga éponyme d'Osamu Tezuka.                                                                                    |
| 1990    | L'Enfant aux trois yeux                        | 18 octobre 1990        | 26 septembre 1991      | 48         | Basée sur le manga éponyme d'Osamu Tezuka. |
| 1991    | Très cher frère...                             | 14 juillet 1991        | 17 mai 1992            | 39         | Basée sur le manga de Riyoko Ikeda. |
| 1997    | Tezuka Osamu no kyūyaku seisho monogatari (ja) | 1er avril 1997         | 9 mai 1997             | 26         | Production d'Osamu Tezuka à titre posthume.                                                                                                   |
| 2003    | Astro Boy 2003                                 | 6 avril 2003           | 21 mars 2004           | 50         | Troisième adaptation du manga Astro, le petit robot d'Osamu Tezuka.                                                                           |
| 2004    | Phénix                                         | 4 avril 2004           | 27 juin 2004           | 13         | Basée sur le manga éponyme d'Osamu Tezuka. |
| 2004    | Black Jack                                     | 11 octobre 2004        | 6 mars 2006            | 61         | Première série basée sur le manga éponyme d'Osamu Tezuka.                                                                                     |
| 2006    | Black Jack 21                                  | 10 avril 2006          | 4 septembre 2006       | 17         | Suite de Black Jack. |
| 2007    | Mokke (ja)                                     | 2 octobre 2007         | 25 mars 2008           | 24         | Basée sur la série de manga de Takatoshi Kumakura ; coproduction avec Madhouse.                                                               |
| 2009    | Genji monogatari sennenki                      | 15 janvier 2009        | 26 mars 2009           | 11         | Basée sur le Dit du Genji ; coproduction avec TMS Entertainment.                                                                              |
| 2012    | Kids on the Slope                              | 12 avril 2012          | 28 juin 2012           | 12         | Basée sur le manga éponyme de Yuki Kodama ; coproduction avec MAPPA.                                                                          |
| 2015    | Samurai Warriors                               | 12 janvier 2015        | 30 mars 2015           | 12         | Basée sur le jeu vidéo développé par Omega Force et édité par Koei Tecmo.                                                                     |
| 2015    | Young Black Jack                               | 2 octobre 2015         | 18 décembre 2015       | 12         | Basée sur le manga éponyme écrit par Yoshiaki Tabata et dessiné par Yugo Okuma s'inspirant de l'œuvre Black Jack d'Osamu Tezuka.              |
| 2018    | Dagashi kashi 2                                | 12 janvier 2018        | 30 mars 2018           | 12         | Deuxième saison de Dagashi kashi basé sur le manga de Kotoyama.                                                                               |
| 2019    | Dororo                                         | 7 janvier 2019         | 24 juin 2019           | 24         | Basée sur le manga éponyme d'Osamu Tezuka ; coproduction avec MAPPA.                                                                          |
| 2019    | The Quintessential Quintuplets                 | 11 janvier 2019        | 29 mars 2019           | 12         | Basée sur le manga éponyme de Negi Haruba. |
| 2019    | Go Astro Boy Go! (ja)                          | 3 octobre 2019         | 1er octobre 2020       | 12         | Nouvelle série Astro Boy destinée à des jeunes enfants ; coproduction avec Planet Nemo Animation,.                                            |
| 2020    | Adachi to Shimamura                            | 9 octobre 2020         | 25 décembre 2020       | 12         | Basée sur la série de light novel yuri écrite par Hiromi Takashima et illustrée par Nozomi Ōsaka.                                             |
| 2021    | How Not to Summon a Demon Lord Ω               | 9 avril 2021           | 11 juin 2021           | 10         | Basée sur la série de light novel japonais écrite par Yukiya Murasaki et illustrée par Takahiro Tsurusaki ; coproduction avec Okuruto Noboru. |
| 2021    | Girlfriend, Girlfriend                         | 3 juillet 2021         | 18 septembre 2021      | 12         | Basée sur le manga éponyme d'Hiroyuki. |
| 2021    | Muteking the Dancing Hero                      | 3 octobre 2021         | 19 décembre 2021       | 12         | Reboot de Rolling Star le Justicier ; coproduit avec Tatsunoko Production.                                                                    |
| 2023    | My Home Hero                                   | 2 avril 2023           | 18 juin 2023           | 12         | Basée sur le manga éponyme de Naoki Yamakawa et Masashi Asaki.                                                                                |
| 2023    | The Café Terrace and Its Goddesses             | 8 avril 2023           | 24 juin 2023           | 12         | Basée sur le manga de Kōji Seo. |
| 2023    | Pluto                                          | 26 octobre 2023        | 26 octobre 2023        | 8          | Basée sur le manga éponyme de Naoki Urasawa d'après l'œuvre d'Osamu Tezuka,.                                                                  |
| 2024    | The Café Terrace and Its Goddesses 2           | 4 juillet 2024         | À venir                | À annoncer | Deuxième saison de The Café Terrace and Its Goddesses basée sur le manga de Kōji Seo.                                                         |
| 2024    | My Wife Has No Emotion                         | 2 juillet 2024         | 17 septembre 2024      | 12         | Basée sur le manga de Jirō Sugiura. |
| À venir | Astro Boy Reboot                               | À venir                | À venir                | À annoncer | Reboot d'Astro, le petit robot ; coproduction avec les studios français Caribara Production et monégasque Shibuya Productions,.               |

### OAV
| Année | Titre                               | Date(s) de sortie                   | Notes        |
| ----- | ----------------------------------- | ----------------------------------- | ------------ |
| 1983  | Midori no neko                      | 1er octobre 1983                    |              |
| 1983  | Amefuri kozō (ja)                   | 24 décembre 1983                    |              |
| 1985  | Lunn wa kaze no naka (ja)           | 13 avril 1985                       |              |
| 1985  | Love Position: Halley Densetsu (ja) | 16 décembre 1985                    |              |
| 1986  | Yamatarō kaeru                      | 15 août 1986                        |              |
| 1991  | Anime kōkyō uta: Jungle taitei      | 1er avril 1991                      |              |
| 1991  | Adachi gahara (ja)                  | 16 novembre 1991                    |              |
| 1993  | Magma Taishi (ja)                   | 21 février 1993 – 21 juin 1993      | 13 épisodes. |
| 1993  | Akuemon                             | 16 juillet 1993                     |              |
| 1993  | Black Jack                          | 21 décembre 1993 – 16 décembre 2011 | 12 épisodes. |
| 1998  | Golgo 13: Queen Bee                 | 21 mai 1998                         |              |
| 2009  | Ravex in Tezuka World (en)          | 7 novembre 2009                     |              |

### Jeux vidéo
- Astro Boy (2004)
- Astro Boy: Omega Factor (2004)
- Blood Will Tell (2004)
- Astro Boy: The Video Game (2009)
- Astro Boy: Tap Tap Rush (2011)
- Astro Boy Dash (2013)